# Список послов СССР и России в Иране
В статье представлен список послов СССР и России в Иране (до 1935 года — Персии).

## Хронология дипломатических отношений
- 1592 г. — первый посол Персии посетил Москву.
- 1720 г. — назначен первый русский резидент в Персии.
- Сентябрь 1723 г. — открытие российской миссии в Тегеране.
- 1817 г. — установлены дипломатические отношения.
- 20 мая 1920 г. — установлены дипломатические отношения с РСФСР на уровне миссий.
- 26 февраля 1921 г. — Советско-персидский договор подтвердил установление дипломатических отношений между РСФСР и Персией.
- 23 июля 1923 г. — установлены дипломатические отношения с СССР на уровне полномочных представительств.
- 8 — 16 декабря 1925 г. — полпредства преобразованы в посольства.

## Список послов
| Срок полномочий                           | Посол | Годы жизни | Вручение верительных грамот | Комментарии |
| ----------------------------------------- | --- | --- | --- | --- |
| Русское царство                           | | | | |
| 1715—1719                                 | Артемий Петрович Волынский | 1689—1740 | | Посланник |
| 1717—1721                                 | Семён Аврамов | 1696—1735 | | Консул |
| Российская империя                        | | | | |
| 1721—1732                                 | Семён Аврамов | 1696—1735 | | Консул, резидент |
| 1734—1735                                 | Сергей Дмитриевич Голицын | 1696—1738 | | Посол |
| 1735—1742                                 | Иван Петрович Калушкин | ?—1742 | | Резидент |
| 1742—1748                                 | Василий Фёдорович Братищев | 1714—1764 | | Резидент |
| 1745—1748                                 | Михаил Михайлович Голицын | 1684—1764 | | Консул |
| 1748—1751                                 | Иван Данилов | ?—1751 | | Консул |
| 18 декабря 1755 — 25 мая 1760             | Пётр Матвеевич Чекалевский | 1718—? | | Консул |
| 1763—1769                                 | Илья Максимович Игумнов | | | Консул |
| 1769—1772                                 | Гавриил Петрович Боголюбов | | | Консул |
| 1772—1775                                 | Василий Семёнович Яблонский | | | Консул |
| 1780—1785                                 | Иван Васильевич Тумановский | | | Консул |
| 1782—1790                                 | Дмитрий Скиличи Мануилович | | | Консул |
| 1786—1786                                 | Сергей Лазаревич Лашкарев | 1739—1814 | | Поверенный в делах (не выехал к месту назначения) |
| 1787?—1804                                | Михаил Данилович Скибиневский | | | Поверенный в делах |
| 1804—1813                                 | 10 июня .1804 Персия объявила России войну, 24 октября 1813 подписание Гюлистанского мирного договора | 10 июня .1804 Персия объявила России войну, 24 октября 1813 подписание Гюлистанского мирного договора | 10 июня .1804 Персия объявила России войну, 24 октября 1813 подписание Гюлистанского мирного договора | 10 июня .1804 Персия объявила России войну, 24 октября 1813 подписание Гюлистанского мирного договора |
| 29 июня 1817 — 10 октября 1817            | Алексей Петрович Ермолов | 1777—1861 | | Посол |
| 6 июля 1818 — июль 1826                   | Семён Иванович Мазарович | ум. 1852 | | Поверенный в делах |
| 1826—1828                                 | 16 июля 1826 Русско-персидская война (1826—1828) 10 февраля 1828 Подписание Туркманчайского мирного договора С 4 апреля 1827 по 21 апреля 1828 в роли дипломатического агента к российским войскам был прикомандирован Александр Михайлович Обресков, который принимал участие в заключении Туркманчайского мирного договора. | 16 июля 1826 Русско-персидская война (1826—1828) 10 февраля 1828 Подписание Туркманчайского мирного договора С 4 апреля 1827 по 21 апреля 1828 в роли дипломатического агента к российским войскам был прикомандирован Александр Михайлович Обресков, который принимал участие в заключении Туркманчайского мирного договора. | 16 июля 1826 Русско-персидская война (1826—1828) 10 февраля 1828 Подписание Туркманчайского мирного договора С 4 апреля 1827 по 21 апреля 1828 в роли дипломатического агента к российским войскам был прикомандирован Александр Михайлович Обресков, который принимал участие в заключении Туркманчайского мирного договора. | 16 июля 1826 Русско-персидская война (1826—1828) 10 февраля 1828 Подписание Туркманчайского мирного договора С 4 апреля 1827 по 21 апреля 1828 в роли дипломатического агента к российским войскам был прикомандирован Александр Михайлович Обресков, который принимал участие в заключении Туркманчайского мирного договора. |
| 25 апреля 1828 — 30 января 1829           | Александр Сергеевич Грибоедов | 1795—1829 | | Полномочный министр |
| 1 апреля 1829 — 30 июня 1830              | Николай Андреевич Долгоруков | 1792—1847 | | С особым поручением |
| 5 января 1832 — 30 апреля 1838            | Иван Осипович Симонич | 1794—1851 | | Полномочный министр |
| 30 апреля 1838 — 9 августа 1841           | Александр Осипович Дюгамель | 1801—1880 | | Полномочный министр |
| 9 августа 1841 — 11 июня 1845             | Александр Иванович Медем | 1803—1859 | | Полномочный министр |
| 11 июня 1845 — 20 марта 1854              | Дмитрий Иванович Долгоруков | 1797—1867 | | Полномочный министр |
| 20 марта 1854 — 15 января 1863            | Николай Адрианович Аничков | 1809—1892 | | Поверенный в делах до 5 апреля 1858, затем посланник |
| 1 августа 1863 — 6 января 1869            | Николай Карлович Гирс | 1820—1895 | | Посланник |
| 7 января 1869 — 24 февраля 1876           | Александр Фёдорович Бегер | 1823—1895 | | Посланник |
| 20 апреля 1876 — 25 февраля 1883          | Иван Алексеевич Зиновьев | 1835—1917 | | Посланник |
| 25 февраля 1883 — 22 октября 1886         | Александр Александрович Мельников | 1827—1913 | | Посланник |
| 25 октября 1886 — 12 ноября 1889          | Николай Сергеевич Долгоруков | 1840—1913 | | Посланник |
| 15 октября 1889 — 1 июля 1897             | Евгений Карлович Бюцов | 1837—1904 | | Посланник |
| 1 июля 1897 — 8 августа 1902              | Кимон Эммануилович Аргиропуло | 1842—1918 | | Посланник |
| 8 августа 1902 — май 1904                 | Пётр Михайлович Власов | 1850—1905 | | Посланник |
| 1904—1906                                 | Алексей Николаевич Шпейер | 1854—1916 | | Посланник |
| 1906—1908                                 | Николай Генрихович Гартвиг | 1857—1914 | | Посланник |
| 1909—1913                                 | Станислав Альфонсович Поклевский-Козелл | 1868—1939 | | Посланник |
| 30 октября 1913—1915                      | Иван Яковлевич Коростовец | 1862—1933 | | Посланник |
| 1915 — 3 марта 1917                       | Николай Севастьянович Эттер | 1865—1935 | | Посланник |
| Временное правительство России[прояснить] | | | | |
| 23 октября — 25 октября 1917              | Михаил Сергеевич Щёкин | 1871—1920 | | Назначен посланником, но к месту назначения не выехал |
| РСФСР                                     | | | | |
| Июль 1918 — ноябрь 1918                   | Иван Осипович Коломийцев | 1896—1919 | | Глава миссии |
| сентябрь 1918—1919                        | Ефим Адрианович Бабушкин | 1880—1927 | | Генеральный консул |
| 28 июня 1919 — 27 августа 1919            | Иван Осипович Коломийцев | 1896—1919 | | Глава миссии |
| 1920                                      | Шалва Зурабович Элиава | 1883—1937 | | Глава миссии |
| 27 февраля 1921 — 19 марта 1923           | Фёдор Аронович Ротштейн | 1871—1953 | | Полномочный представитель |
| 19 марта 1923 — 23 июля 1923              | Борис Захарович Шумяцкий | 1886—1938 | 12 июля 1923 | Полномочный представитель |
| СССР                                      | | | | |
| 23 июля 1923 — 14 апреля 1925             | Борис Захарович Шумяцкий | 1886—1938 | | Полномочный представитель |
| 1923—1924                                 | Гарегин Абрамович Апресов | 1890—1941 | | Поверенный в делах |
| 1925                                      | Михаил Михайлович Славуцкий | 1898—1943 | | Поверенный в делах |
| 24 апреля 1925 — 5 августа 1927           | Константин Константинович Юренев | 1888—1938 | 18 июня 1925 | Полномочный представитель |
| 5 августа 1927 — 1 октября 1930           | Яков Христофорович Давтян | 1888—1938 | 2 октября 1927 | Полномочный представитель |
| 1929                                      | Мечислав Антонович Логановский | 1895—1938 | | Поверенный в делах |
| 21 декабря 1930 — 1 апреля 1933           | Адольф Маркович Петровский | 1887—1937 | 4 января 1931 | Полномочный представитель |
| 1932 1933                                 | Владимир Моисеевич Цукерман | 1891—1937 | | Временный поверенный |
| 29 мая 1933 — 1 апреля 1935               | Сергей Константинович Пастухов | 1887—1940 | 6 июля 1933 | Полномочный представитель |
| 1 апреля 1935 — 14 января 1939            | Алексей Сергеевич Черных | 1892—1940 | 21 мая 1935 | Полномочный представитель |
| 11 сентября 1939 — 28 июня 1941           | Матвей Евдокимович Филимонов | | 27 сентября 1939 | Полномочный представитель до 9 мая 1941, затем посол |
| 28 июня 1941 — 1 сентября 1943            | Андрей Андреевич Смирнов | 1905—1982 | 5 июля 1941 | |
| 1 сентября 1943 — 21 мая 1944             | Константин Александрович Михайлов | 1904—1985 | 16 января 1944 | |
| 28 июня 1944 — 26 февраля 1946            | Михаил Алексеевич Максимов | 1908—1978 | 3 июля 1944 | |
| 26 февраля 1946 — 17 июля 1953            | Иван Васильевич Садчиков | 1906—1989 | 26 марта 1946 | |
| 17 июля 1953 — 19 августа 1956            | Анатолий Иосифович Лаврентьев | 1904—1984 | 1 августа 1953 | |
| 19 августа 1956 — 4 июня 1963             | Николай Михайлович Пегов | 1905—1991 | 19 сентября 1956 | |
| 4 июня 1963 — 3 января 1968               | Григорий Титович Зайцев | 1902—1990 | 3 сентября 1963 | |
| 3 января 1968 — 29 января 1977            | Владимир Яковлевич Ерофеев | 1909—1986 | 8 февраля 1968 | |
| 29 января 1977 — 2 июня 1982              | Владимир Михайлович Виноградов | 1921—1997 | 19 февраля 1977 | |
| 2 июня 1982 — 23 сентября 1987            | Вил Константинович Болдырев | 1924—2003 | 10 августа 1982 | |
| 23 сентября 1987 — 25 декабря 1991        | Владимир Викторович Гудев | 1940—2022 | | |
| Российская Федерация                      | | | | |
| 25 декабря 1991 — 6 апреля 1993           | Владимир Викторович Гудев | 1940—2022 | | |
| 6 апреля 1993 — 6 июня 1997               | Сергей Михайлович Третьяков | 1950—2019 | | |
| 6 июня 1997 — 8 февраля 2001              | Константин Викторович Шувалов | 1953— | | |
| 8 февраля 2001 — 30 мая 2005              | Александр Георгиевич Марьясов | 1947— | | |
| 30 мая 2005 — 17 октября 2011             | Александр Алексеевич Садовников | 1948— | 20 августа 2005 | |
| 17 октября 2011 — 8 сентября 2022         | Леван Семёнович Джагарян | 1957— | 13 декабря 2011 | |
| 8 сентября 2022 — настоящее время         | Алексей Юрьевич Дедов | 1960— | 8 января 2023 | |